# جون فيلدر
جون فيلدر (بالإنجليزية: John Fielder)‏ هو مصور أمريكي، ولد في 1950.